# Hondevilliers
Hondevilliers est une commune française située dans le département de Seine-et-Marne en région Île-de-France.

## Géographie

### Localisation
Hondevilliers est un village rural situé aux confins nord-est de la Seine-et-Marne. À 10 km au sud, se trouve le chef-lieu de canton : Rebais.
Coulommiers, en Seine-et-Marne est à une vingtaine de kilomètres. Château-Thierry dans l’Aisne se situe à une vingtaine de kilomètres et Montmirail dans la Marne est également à la même distance.

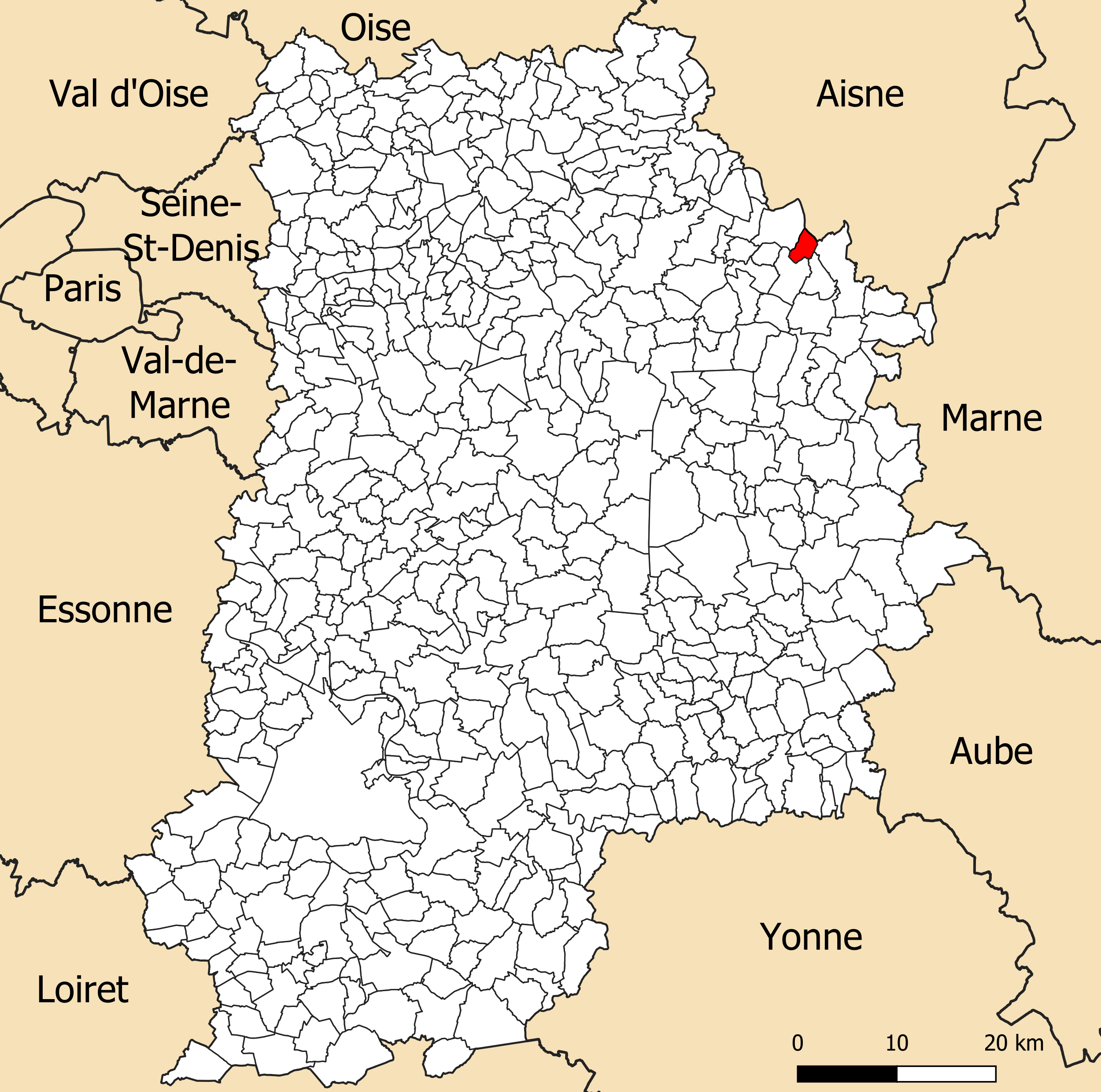
Localisation de la commune de Hondevilliers dans le département de Seine-et-Marne

### Communes limitrophes

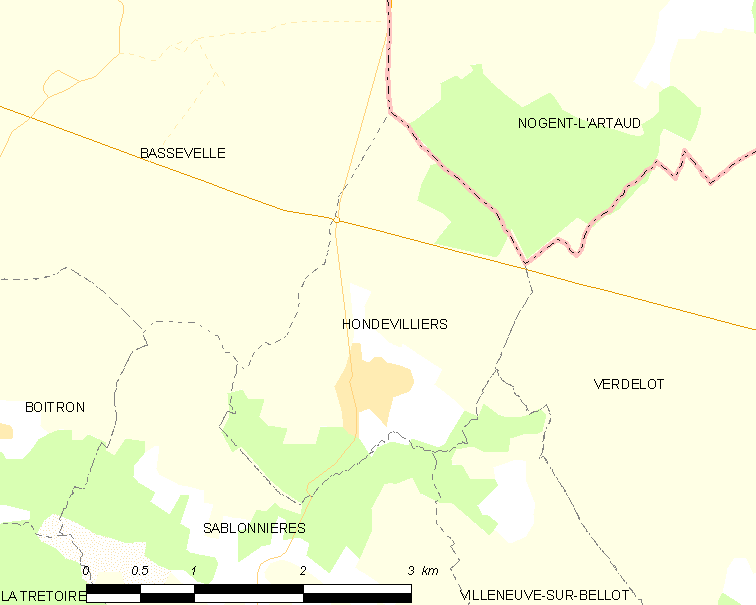
Carte des communes limitrophes de Hondevilliers.

| Bassevelle   |               | Nogent-l'Artaud (Aisne) |
|              | Hondevilliers | Verdelot                |
| Sablonnières |               | Villeneuve-sur-Bellot   |

### Hydrographie

#### Réseau hydrographique

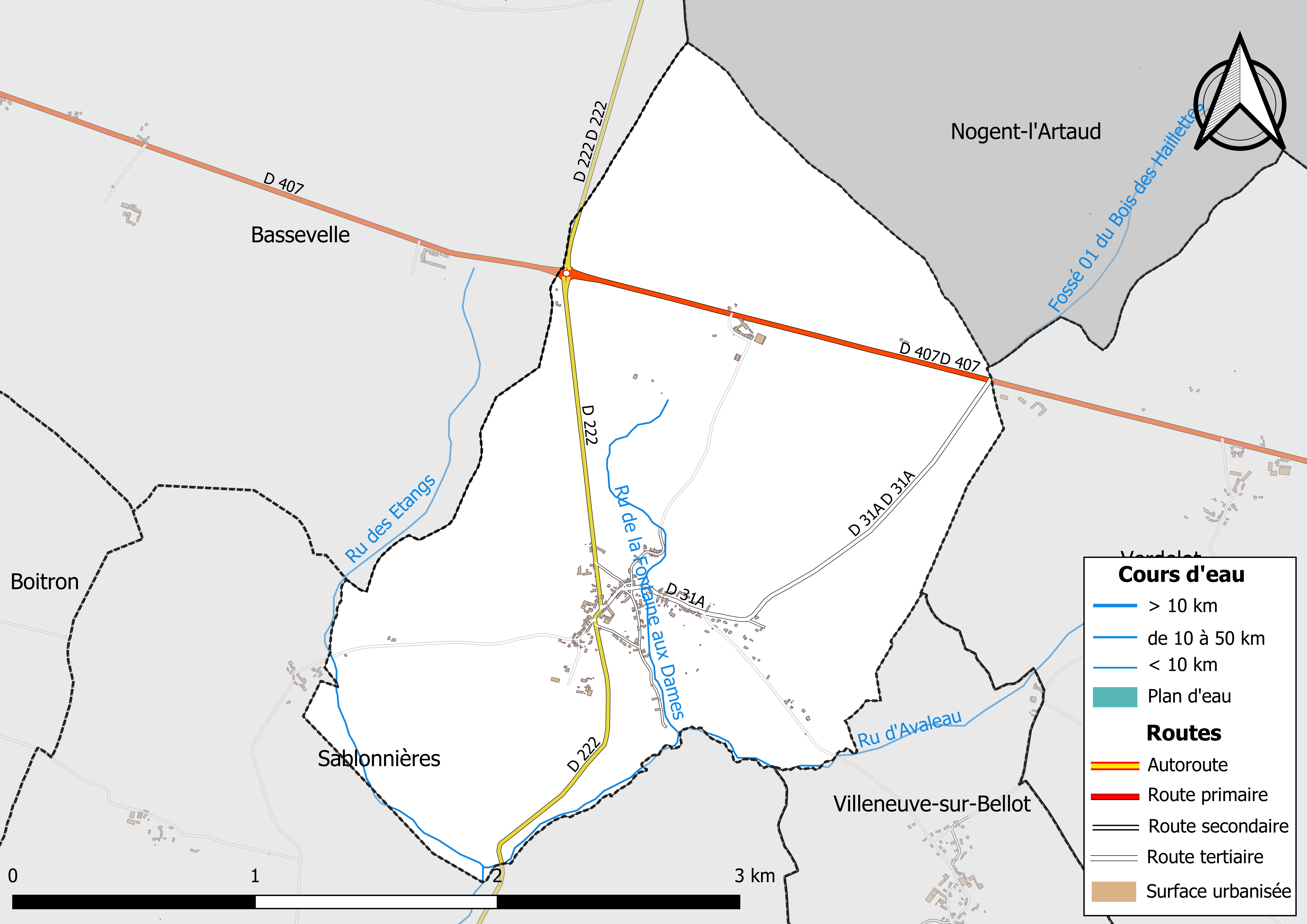
Carte des réseaux hydrographique et routier d'Hondevilliers.

Le réseau hydrographique de la commune se compose de trois cours d'eau référencés :
- le ru d'Avaleau, 4,82 km[1], affluent du Petit Morin, et des deux affluents ;
  - le ru de la Fontaine aux Dames, 1,76 km[2] ;
  - le ru des Étangs , 3,13 km[3].

La longueur totale des cours d'eau sur la commune est de 4,66 km.

#### Gestion des cours d'eau
Afin d’atteindre le bon état des eaux imposé par la Directive-cadre sur l'eau du 23 octobre 2000, plusieurs outils de gestion intégrée s’articulent à différentes échelles : le SDAGE, à l’échelle du bassin hydrographique, et le SAGE, à l’échelle locale. Ce dernier fixe les objectifs généraux d’utilisation, de mise en valeur et de protection quantitative et qualitative des ressources en eau superficielle et souterraine. Le département de Seine-et-Marne est couvert par six SAGE, au sein du bassin Seine-Normandie.
La commune fait partie du SAGE « Petit et Grand Morin », approuvé le 21 octobre 2016. Le territoire de ce SAGE comprend les bassins du Petit Morin (630 km2) et du Grand Morin (1 185 km2). Le pilotage et l’animation du SAGE sont assurés par le syndicat Mixte d'Aménagement et de Gestion des Eaux (SMAGE) des 2 Morin, qualifié de « structure porteuse ».

### Climat
Pour des articles plus généraux, voir Climat de l'Île-de-France et Climat de Seine-et-Marne.
En 2010, le climat de la commune est de type climat océanique dégradé des plaines du Centre et du Nord, selon une étude du CNRS s'appuyant sur une série de données couvrant la période 1971-2000. En 2020, Météo-France publie une typologie des climats de la France métropolitaine dans laquelle la commune est exposée à un climat océanique altéré et est dans la région climatique Nord-est du bassin Parisien, caractérisée par un ensoleillement médiocre, une pluviométrie moyenne régulièrement répartie au cours de l’année et un hiver froid (3 °C).
Pour la période 1971-2000, la température annuelle moyenne est de 10,2 °C, avec une amplitude thermique annuelle de 15,5 °C. Le cumul annuel moyen de précipitations est de 747 mm, avec 12,1 jours de précipitations en janvier et 8,4 jours en juillet. Pour la période 1991-2020, la température moyenne annuelle observée sur la station météorologique la plus proche, située sur la commune de Saint-Cyr-sur-Morin à 9 km à vol d'oiseau, est de 11,2 °C et le cumul annuel moyen de précipitations est de 814,8 mm,. Pour l'avenir, les paramètres climatiques de la commune estimés pour 2050 selon différents scénarios d'émission de gaz à effet de serre sont consultables sur un site dédié publié par Météo-France en novembre 2022.

### Milieux naturels et biodiversité
L’inventaire des zones naturelles d'intérêt écologique, faunistique et floristique (ZNIEFF) a pour objectif de réaliser une couverture des zones les plus intéressantes sur le plan écologique, essentiellement dans la perspective d’améliorer la connaissance du patrimoine naturel national et de fournir aux différents décideurs un outil d’aide à la prise en compte de l’environnement dans l’aménagement du territoire.
Le territoire communal d'Hondevilliers comprend une ZNIEFF de type 1,,, 
« Le Ru d'Avaleau » (8,93 ha), couvrant 2 communes du département
, et une ZNIEFF de type 2,, 
la « vallée du Petit Morin de Verdelot à la Ferte Sous-Jouarre » (4 988,89 ha), couvrant 15 communes du département.

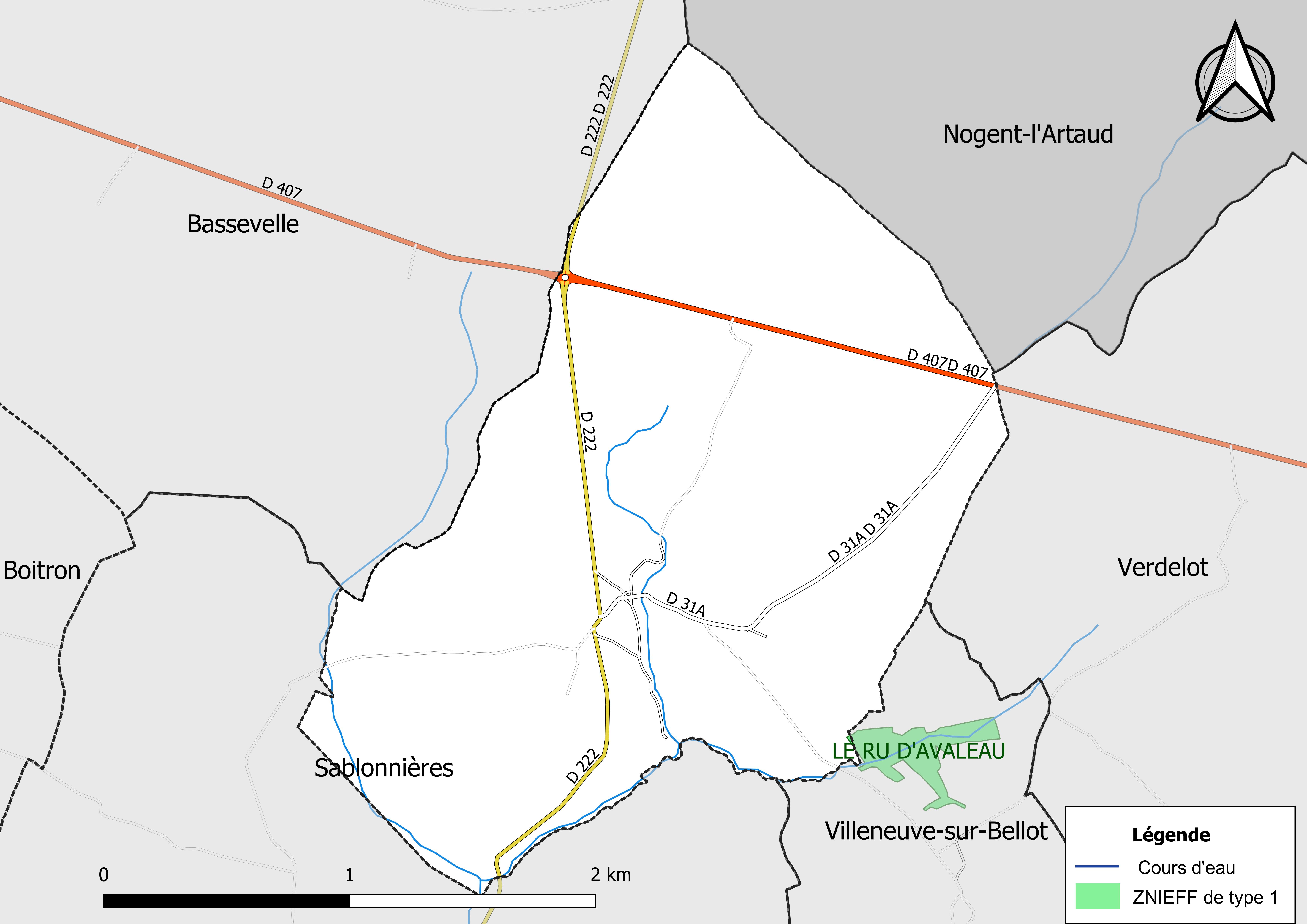
Carte des ZNIEFF de type 1 de la commune.
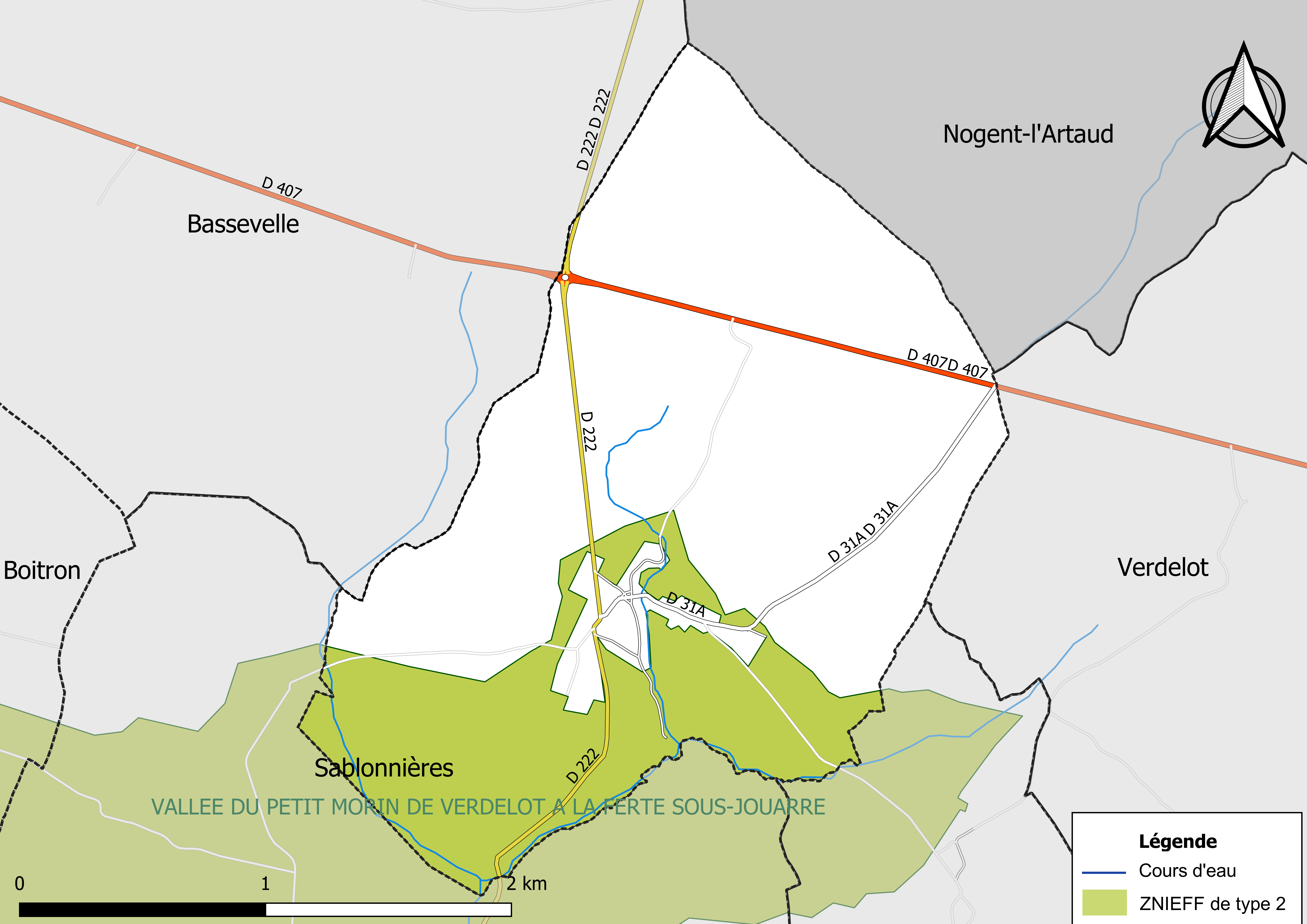
Carte des ZNIEFF de type 2 de la commune.

## Urbanisme

### Typologie
Au 1er janvier 2024, Hondevilliers est catégorisée commune rurale à habitat dispersé, selon la nouvelle grille communale de densité à sept niveaux définie par l'Insee en 2022.
Elle est située hors unité urbaine. Par ailleurs la commune fait partie de l'aire d'attraction de Paris, dont elle est une commune de la couronne,. Cette aire regroupe 1 929 communes,.

### Lieux-dits et écarts
La commune compte 37 lieux-dits administratifs répertoriés consultables ici dont Flagny.

### Occupation des sols
L'occupation des sols de la commune, telle qu'elle ressort de la base de données européenne d’occupation biophysique des sols Corine Land Cover (CLC), est marquée par l'importance des territoires agricoles (74,6 % en 2018), une proportion identique à celle de 1990 (74,6 %). La répartition détaillée en 2018 est la suivante : 
terres arables (63,9% ), forêts (19,4% ), prairies (10,7% ), zones urbanisées (6 %).
Parallèlement, L'Institut Paris Région, agence d'urbanisme de la région Île-de-France, a mis en place un inventaire numérique de l'occupation du sol de l'Île-de-France, dénommé le MOS (Mode d'occupation du sol), actualisé régulièrement depuis sa première édition en 1982. Réalisé à partir de photos aériennes, le Mos distingue les espaces naturels, agricoles et forestiers mais aussi les espaces urbains (habitat, infrastructures, équipements, activités économiques, etc.) selon une classification pouvant aller jusqu'à 81 postes, différente de celle de Corine Land Cover,,. L'Institut met également à disposition des outils permettant de visualiser par photo aérienne l'évolution de l'occupation des sols de la commune entre 1949 et 2018.

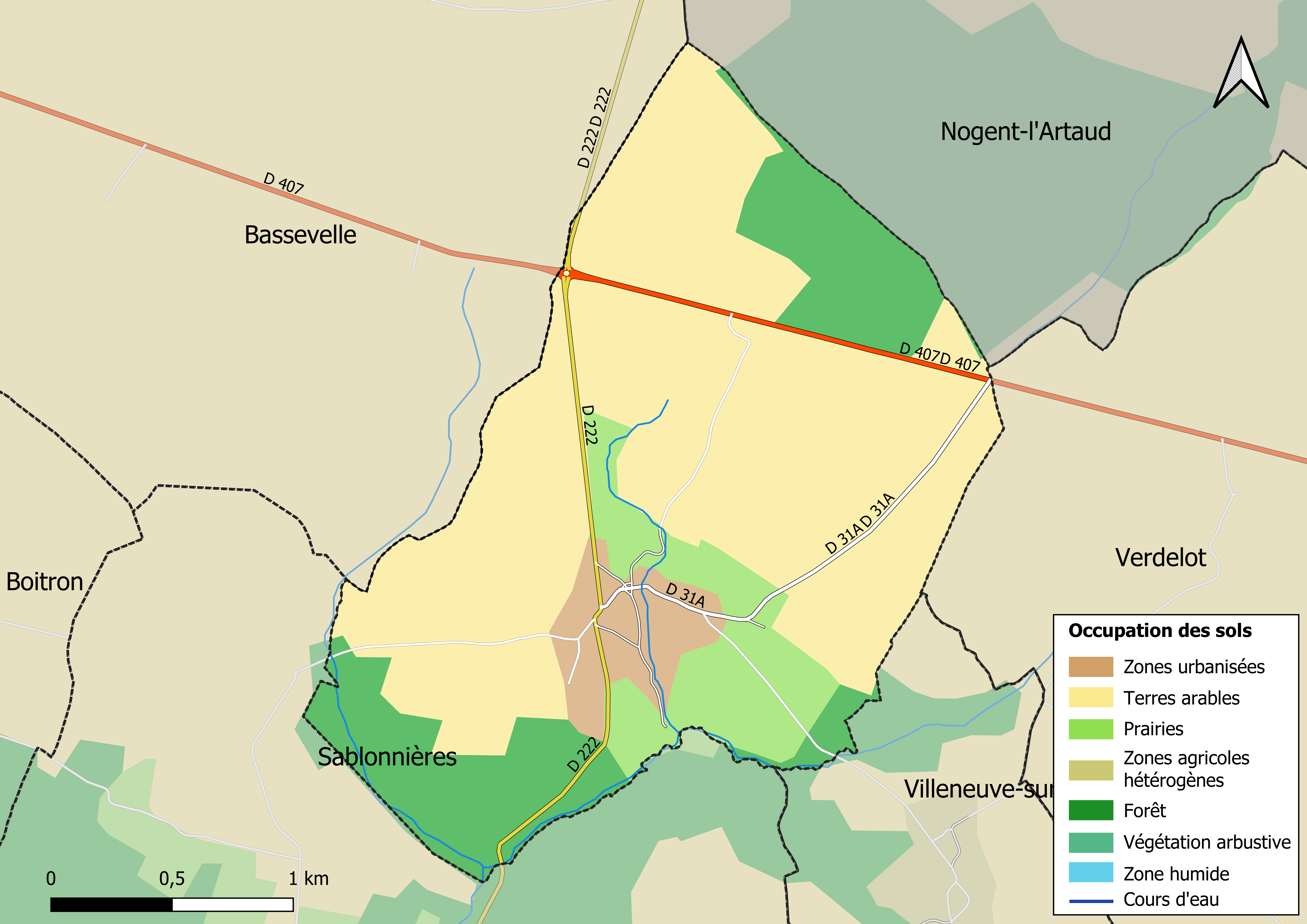
Carte des infrastructures et de l'occupation des sols en 2018 (CLC) de la commune.
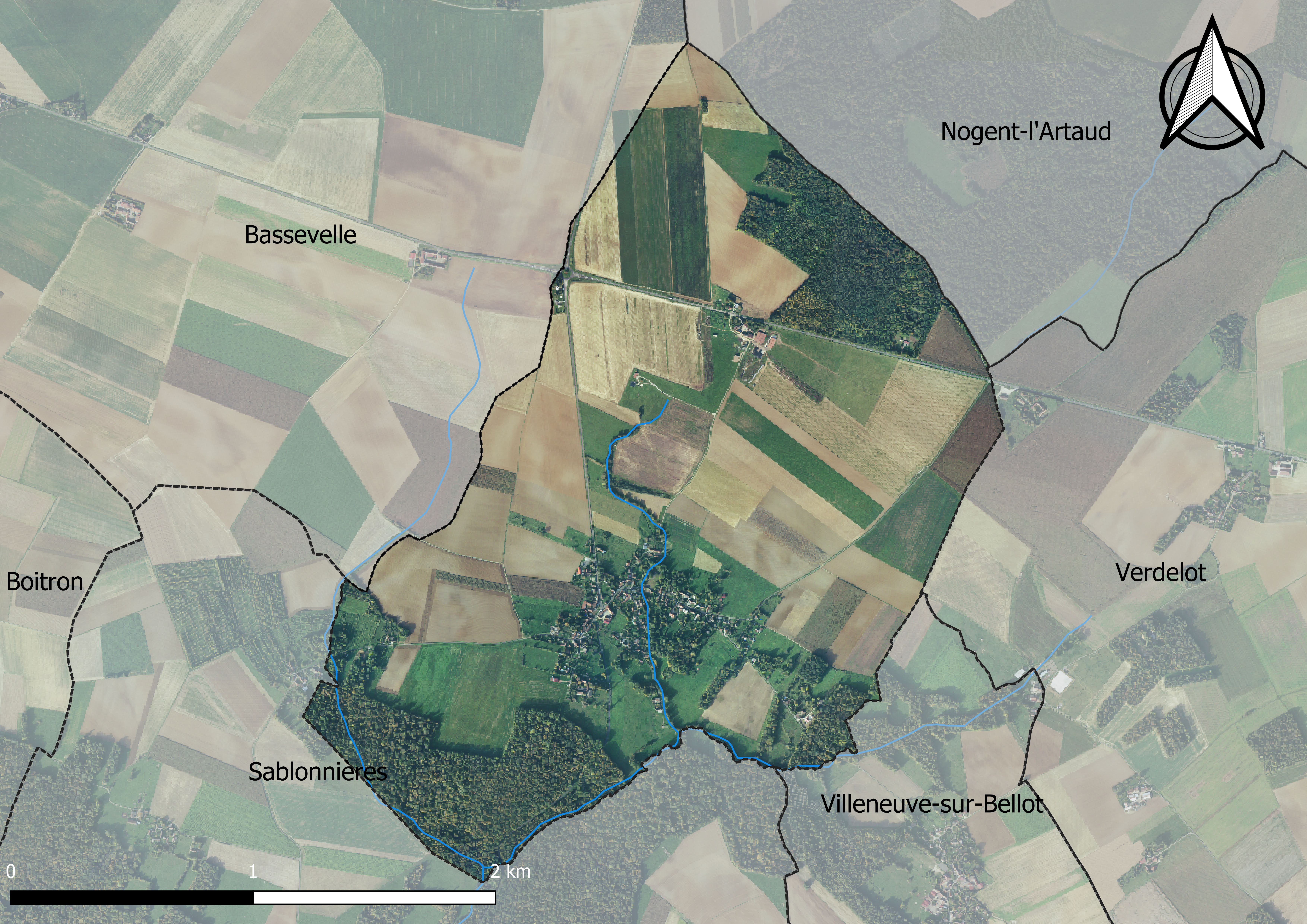
Carte orhophotogrammétrique de la commune.

### Planification
La commune disposait en 2019 d'un plan local d'urbanisme en révision. Le zonage réglementaire et le règlement associé peuvent être consultés sur le Géoportail de l'urbanisme.

### Logement
En 2016, le nombre total de logements dans la commune était de 134 dont 99,3 % de maisons.
Parmi ces logements, 77,6 % étaient des résidences principales, 10,4 % des résidences secondaires et 11,9 % des logements vacants.
La part des ménages fiscaux propriétaires de leur résidence principale s'élevait à 93,3 % contre 5,8 % de locataires et 1 % logés gratuitement.

## Toponymie
Le nom de la localité est mentionné sous les formes Hondevilers et Hondivilers en 1249 ; Hondeivillers en 1265 ; Hondeviller en 1325 ; Parrochia de Hondevillaribus en 1513 ; Ondevilliers en 1720 (Saugrain) et en 1731.
Hundo :  qui a rapport au chien, en allemand : Hund.

## Histoire
Hondevilliers doit son nom « Onde » au nombre important de sources : la Fontaine Saint Loup, la Fontaine Saint Potentien, et la Goulotte qui ont été beaucoup courtisées pendant le manque d’électricité et le manque d’eau à la fin décembre 1999.
Sur ce point élevé : 204 m, se trouve un château d’eau qui alimente en eau potable plus de 20 communes.
La station de pompage est en bas de cette butte, au hameau de Flagny. L’eau est pompée à la source de la Fontaine aux Dames.
Cette source alimente également le ru de la Fontaine aux Dames qui devient le ru d’Avalleau avant de se jeter dans le Petit Morin à Sablonnières près du Pont Bleu.
Autrefois, sur le ru de la Fontaine aux Dames, il y avait trois moulins : le moulin d’en Haut, le moulin du Milieu, en bas de la rue du Montcel, le moulin d’en Bas ou de Courte Soupe.
La rue de Montcel qui rejoint la Noue le Prêtre de Verdelot et les Fans de Villeneuve sur Bellot était autrefois le « terroir » du Montcel et faisait partie de Bussières : sur le registre des paroissiaux. Le Terroir du Montcel a été rattaché au village en 1798.

## Politique et administration
| Période                                  | Période   | Identité       | Étiquette | Qualité               |
| ---------------------------------------- | --------- | -------------- | --------- | --------------------- |
| Les données manquantes sont à compléter. |           |                |           |                       |
| mars 1977                                | ?         | Jean Autéreau  |           |                       |
|                                          |           |                |           |                       |
| mars 2001                                | mars 2008 | André Fauvet   |           |                       |
| mars 2008                                | mars 2020 | Gilles Martial |           |                       |
| mars 2020                                | En cours  | Camille Diquas |           | Inspecteur du travail |

## Équipements et services

### Eau et assainissement
L’organisation de la distribution de l’eau potable, de la collecte et du traitement des eaux usées et pluviales relève des communes. La loi NOTRe de 2015 a accru le rôle des EPCI à fiscalité propre en leur transférant cette compétence. Ce transfert devait en principe être effectif au 1er janvier 2020, mais la loi Ferrand-Fesneau du 3 août 2018 a introduit la possibilité d’un report de ce transfert au 1er janvier 2026,.

#### Assainissement des eaux usées
En 2020, la commune d'Hondevilliers ne dispose pas d'assainissement collectif,.
L’assainissement non collectif (ANC) désigne les installations individuelles de traitement des eaux domestiques qui ne sont pas desservies par un réseau public de collecte des eaux usées et qui doivent en conséquence traiter elles-mêmes leurs eaux usées avant de les rejeter dans le milieu naturel. Le Syndicat mixte d'assainissement du Nord-Est  (SIANE) assure pour le compte de la commune le service public d'assainissement non collectif (SPANC), qui a pour mission de vérifier la bonne exécution des travaux de réalisation et de réhabilitation, ainsi que le bon fonctionnement et l’entretien des installations,.

#### Eau potable
En 2020, l'alimentation en eau potable est assurée par le syndicat de l'Eau de l'Est seine-et-marnais (S2E77) qui gère le service en régie,,.

## Population et société

### Démographie
L'évolution du nombre d'habitants est connue à travers les recensements de la population effectués dans la commune depuis 1793. Pour les communes de moins de 10 000 habitants, une enquête de recensement portant sur toute la population est réalisée tous les cinq ans, les populations de référence des années intermédiaires étant quant à elles estimées par interpolation ou extrapolation. Pour la commune, le premier recensement exhaustif entrant dans le cadre du nouveau dispositif a été réalisé en 2006.

En 2022, la commune comptait 260 habitants, en évolution de +1,56 % par rapport à 2016 (Seine-et-Marne : +3,92 %, France hors Mayotte : +2,11 %).
| 1793 | 1800 | 1806 | 1821 | 1831 | 1836 | 1841 | 1846 | 1851 |
| ---- | ---- | ---- | ---- | ---- | ---- | ---- | ---- | ---- |
| 207  | 237  | 237  | 244  | 289  | 270  | 300  | 319  | 342  |

| 1856 | 1861 | 1866 | 1872 | 1876 | 1881 | 1886 | 1891 | 1896 |
| ---- | ---- | ---- | ---- | ---- | ---- | ---- | ---- | ---- |
| 292  | 286  | 278  | 287  | 278  | 279  | 284  | 278  | 272  |

| 1901 | 1906 | 1911 | 1921 | 1926 | 1931 | 1936 | 1946 | 1954 |
| ---- | ---- | ---- | ---- | ---- | ---- | ---- | ---- | ---- |
| 272  | 271  | 246  | 207  | 220  | 201  | 172  | 183  | 168  |

| 1962 | 1968 | 1975 | 1982 | 1990 | 1999 | 2006 | 2011 | 2016 |
| ---- | ---- | ---- | ---- | ---- | ---- | ---- | ---- | ---- |
| 165  | 142  | 120  | 176  | 185  | 215  | 243  | 240  | 256  |

| 2021 | 2022 | - | - | - | - | - | - | - |
| ---- | ---- | - | - | - | - | - | - | - |
| 259  | 260  | - | - | - | - | - | - | - |

### Sports
Club de tennis de table qui évolue en division régionale.Le club a été dissous en 2021

## Économie

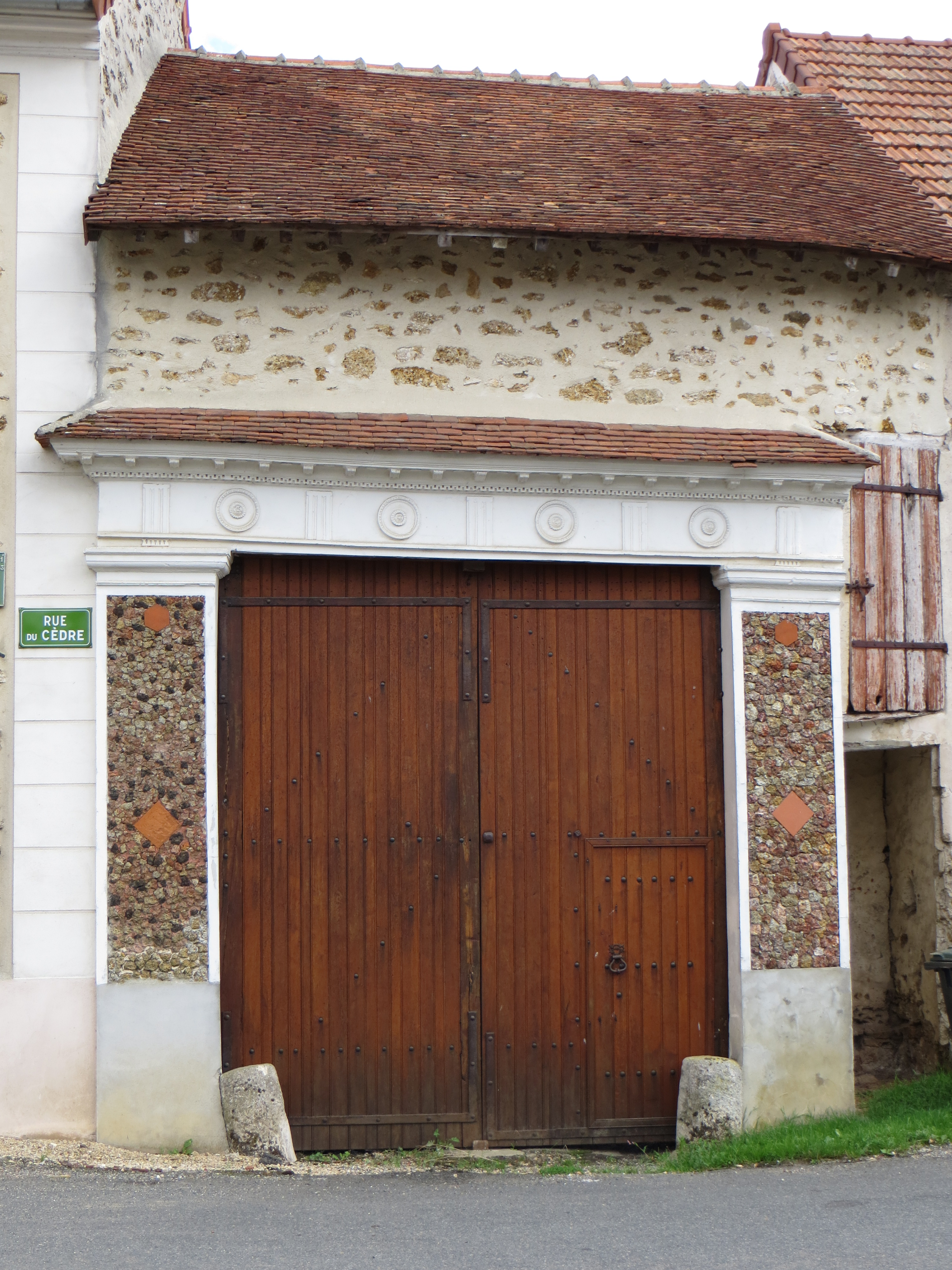
Porte d'une ancienne tuilerie.

La commune avait une importante activité de tuilerie au XIXe siècle : malgré sa petite taille, en 1843, on en dénombrait ainsi trois.

### Revenus de la population et fiscalité
Le nombre de ménages fiscaux en 2016 était de 99 représentant 247 personnes et la  médiane du revenu disponible par unité de consommation  de 22 591 €.

### Emploi
En 2017 , le nombre total d’emplois dans la zone était de 24, occupant 117 actifs  résidants.
Le taux d'activité de la population (actifs ayant un emploi) âgée de 15 à 64 ans s'élevait à 70,9 % contre un taux de chômage de 9,5 %. 
Les 19,6 % d’inactifs se répartissent de la façon suivante : 3,8 % d’étudiants et stagiaires non rémunérés, 7 % de retraités ou préretraités et 8,9 % pour les autres inactifs.

### Secteurs d'activité

#### Entreprises et commerces
En 2018, le nombre d'établissements actifs était de 13 dont 1 dans la construction, 4 dans le commerce de gros et de détail, transports, hébergement et restauration, 1 dans l’Information et communication, 4 dans les activités spécialisées, scientifiques et techniques et activités de services administratifs et de soutien, 1 dans l’administration publique, enseignement, santé humaine et action sociale et 2  étaient relatifs aux autres activités de services.
En 2019, 2 entreprises ont été créées sur le territoire de la commune.
Au 1er janvier 2020, la commune ne disposait pas d’hôtel et de terrain de camping.

#### Agriculture
Hondevilliers est dans la petite région agricole dénommée la « Brie laitière » (anciennement Brie des étangs), une partie de la Brie à l'est de Coulommiers. En 2010, l'orientation technico-économique de l'agriculture sur la commune est la polyculture et le polyélevage.
Si la productivité agricole de la Seine-et-Marne se situe dans le peloton de tête des départements français, le département enregistre un double phénomène de disparition des terres cultivables (près de 2 000 ha par an dans les années 1980, moins dans les années 2000) et de réduction d'environ 30 % du nombre d'agriculteurs dans les années 2010. Cette tendance n'est pas confirmée au niveau de la commune qui voit le nombre d'exploitations rester constant entre 1988 et 2010. Parallèlement, la taille de ces exploitations augmente, passant de 55 ha en 1988 à 84 ha en 2010.
Le tableau ci-dessous présente les principales caractéristiques des exploitations agricoles d'Hondevilliers, observées sur une période de 22 ans : 
|                                      | 1988 | 2000 | 2010 |
| ------------------------------------ | ---- | ---- | ---- |
| Dimension économique,                |      |      |      |
| Nombre d’exploitations (u)           | 5    | 4    | 5    |
| Travail (UTA)                        | 7    | 6    | 9    |
| Surface agricole utilisée (ha)       | 277  | 371  | 420  |
| Cultures                             |      |      |      |
| Terres labourables (ha)              | 235  | 340  | 374  |
| Céréales (ha)                        | 168  | 237  | 232  |
| dont blé tendre (ha)                 | 101  | 150  | 178  |
| dont maïs-grain et maïs-semence (ha) | 21   | s    | 25   |
| Tournesol (ha)                       | 0    |      |      |
| Colza et navette (ha)                | s    | s    | s    |
| Élevage                              |      |      |      |
| Cheptel (UGBTA)                      | 93   | 112  | 184  |

## Culture locale et patrimoine

### Lieux et monuments
- L'église Saint-Loup-et-Saint-Gilles construite dans les années 1930.
- Lavoir.

#### Héraldique
| Blason de Hondevilliers | Blason  | Écartelé: au premier de gueules à deux billettes d'argent rangées en bande, au deuxième d'or à deux roues de moulin de sable rangées en barre, au troisième d'or au loup passant de sable, au quatrième de gueules au buste de femme d'argent mouvent d'une jumelle ondée d'or: le tout sommé d'un chef triangulaire d'azur semé de larmes d'argent et à la crosse contournée d'or, remplie de sable et mouvant de la pointe du chef. |
| Blason de Hondevilliers | Détails | |